# Potamia littoralis
Potamia littoralis är en tvåvingeart som beskrevs av Robineau-desvoidy 1830. Potamia littoralis ingår i släktet Potamia och familjen husflugor. Arten är reproducerande i Sverige. Inga underarter finns listade i Catalogue of Life.